# Rijksweg 64
Rijksweg 64 is een voormalige rijksweg tussen 's-Hertogenbosch en Eindhoven. Het nummer werd in het Rijkswegenplan van 1932 toegekend. Sinds 1966 is de weg onderdeel van de Rijksweg 2.
Na de omlegging in 1960 van de Rijksweg 64, werden in Vught het Maurickplein en kasteel Maurick van elkaar gescheiden. In 1993 is er een verbindingsbrug gemaakt over de nieuwe A2.

## Plaatsen en kernen langs Rijksweg 64
- 's-Hertogenbosch
- Vught
- Sint-Michielsgestel
- Esch
- Boxtel
- Liempde
- Best
- Eindhoven